# Цеханович (род)
Цеханович (пол. Ciechanowicz) — польский дворянский род.

## Происхождение и история рода
Род прослеживается с XIII века. Основателем был Цехан, получивший за храбрость герб Могила. Самым первым задокументированным Цехановичем был Николай Цеханович (Nicolaus Ciechanowicz de Gościno) XIV века из Госьцино.
В XV веке прославился Богдан Цеханович (1412—1472), предки которого участвовали в Куликовской битве на стороне Дмитрия Донского, а затем его потомки осели в Мстиславльском воеводстве. Тем же веком датируются упоминания о подкоморие Семене Цехановиче из Орши и Гавриле Цехановиче из Слонима. 
В XVII веке был известен подчаший Смоленский Мартин Цеханович на службе русского царя Алексея Михайловича. В XVIII веке упоминается Цеханович в списке дворян Новогрудского воеводства. 
После разделов Речи Посполитой оказались на территории России и расселились по ней. Известны Цехановичи среди дворян Могилёвской, Тверской и Харьковской губернии. Жили Цехановичи (Наленч) также в Лидском (Виленская губерния) и Радомысльском уездах (Киевская губерния).
Некоторые Цехановичи (из Виленской и Минской губерний) за участие в Польском восстании 1863—1864 годов были лишены дворянских титулов и сосланы в Сибирь.
В 1914 году сообщалось об убийстве богатым шляхтичем Цехановичем своего сына в Ошмянах.

## Гербы
У Цехановичей было два герба:
- Наленч Виленская, Ковенская и Минская губернии;
- Могила Мстиславское, Новогрудское, Полоцкое, Смоленское воеводство.